# Zeitnahme

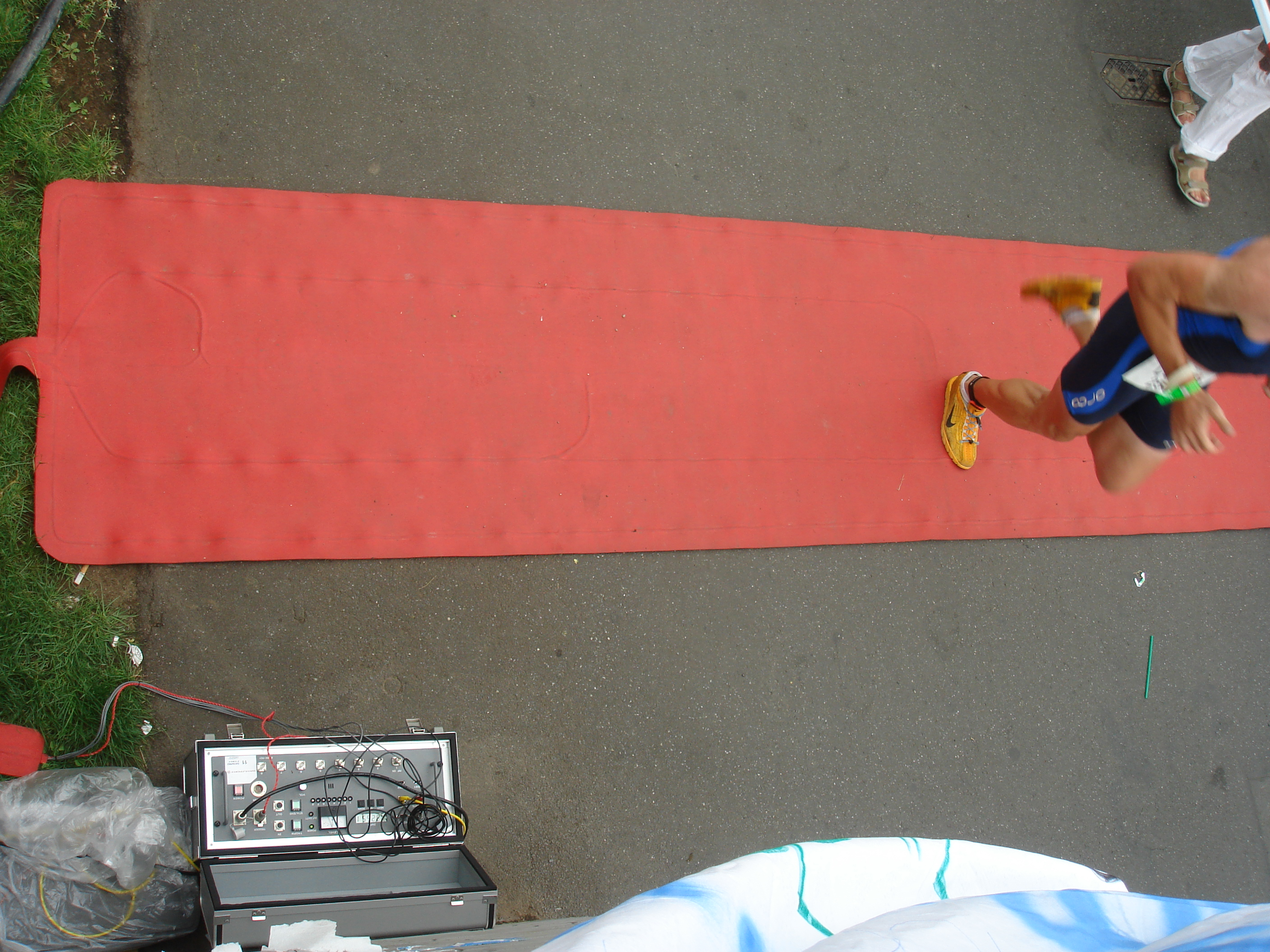
Zeitabnahme bei Ironman 2007 in Frankfurt

Als Zeitnahme (in Österreich und Bayern Zeitnehmung, umgangssprachlich Stoppung) wird die genaue Messung eines Zeitintervalls bezeichnet, insbesondere im Sport und bei der Arbeitsvorbereitung.
Überwiegend wird der Begriff beim sportlichen Wettkampf und bei der Organisation günstiger Abläufe in der Industrie verwendet, ferner in einigen technischen Sparten und der Kriminalistik.
Demgegenüber spricht man in Wissenschaft und Technik meist von Zeitmessung, besonders bei hoher Genauigkeit und wenn es weniger um Zeitintervalle als um die Messung in Zeitskalen (Zeitsysteme wie MEZ, Weltzeit (UT), Atomzeit, Ephemeriden- und Sternzeit) geht.

## Arten der Zeitnehmung

### Messung von Zeitintervallen

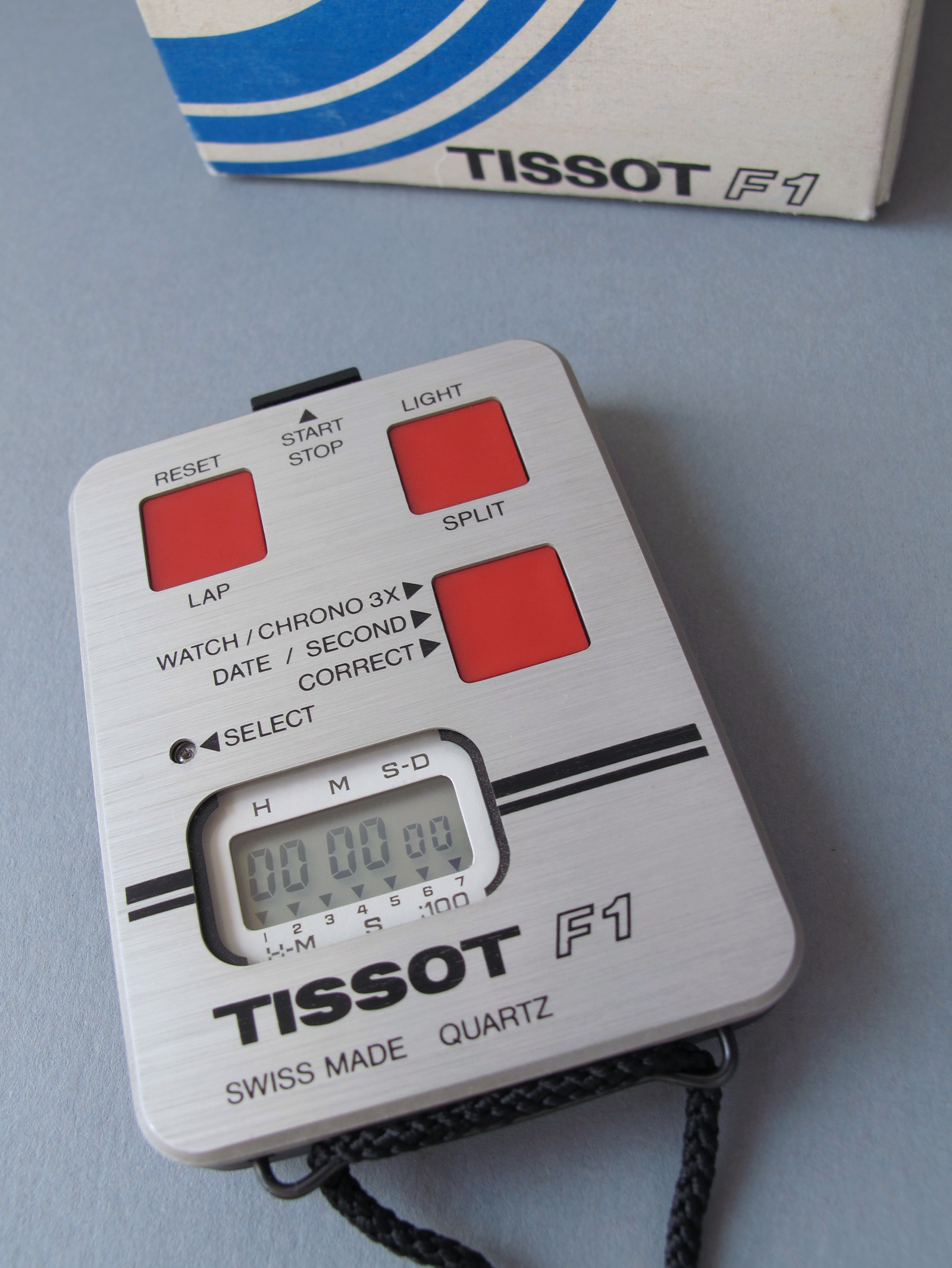
Sport-Stoppuhr/Tissot

Messungen einer relativen Zeit durch Differenzierung durch automatische oder manuelle Start- und Stoppvorgänge, wobei die Messung entweder streckenseitig oder direkt am bewegten Objekt selbst erfolgen kann. ( z. B. Start 2016-11-19 10:10:55 / Stopp 2016-11-19 10:45:56 / Ergebnis 00:35:01)
- manuell-visuell mit einer oder mehreren mechanischen oder elektronischen Stoppuhren
- manuell-akustisch: zum Beispiel Sekundenzählen, Taktgeber, Auge-Ohr-Methode
- manuell mit Handtaster (Auslösung eines elektrischen Kontakts)
- mit einer oder mehreren Lichtschranken – der häufigsten Messmethode beim Sport, aber auch in der Physik oder der Gravimetrie (Geophysik)
- indirekt durch Methoden der Geschwindigkeitsmessung, Dopplereffekt oder ähnliches.
- GPS-, RFID- oder NFC-getriggerte Aktuatorik/Sensorik zur Dokumentation eines Zeitsignales (siehe Strava / Endomondo / StoppOmat App[1])

### Messung in einer Zeitskala (Auswahl, Zeitmessung)

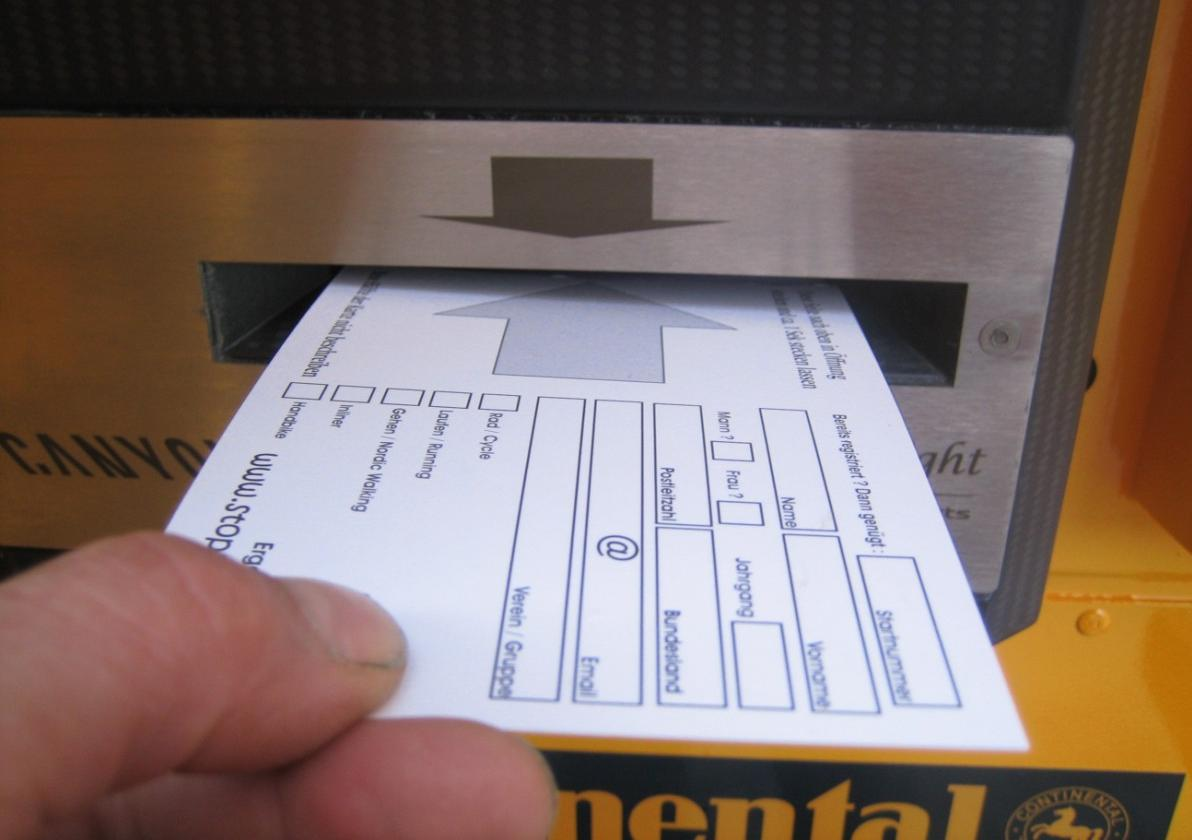
Stempelung der absoluten Zeit auf Karte/Stoppomat

Messung und/oder Dokumentation der absoluten Zeit, die eventuell durch eine nachgeschaltete Bearbeitung zweier Zeitinformationen differenziert werden kann. (Einheit z. B.: 2016-11-19 23:20:01)
- Auge-Ohr-Methode (z. B. an Pendeluhr oder Zeitsignal), Koinzidenzverfahren
- Stoppuhr und deren Anschluss an ein genaues Zeitsystem wie Weltzeit oder Atomzeit
- digitaler oder Druckchronograf, synchronisiert mit einem Zeitzeichensender
- rotierende Scheiben mit elektr. Kontakten – etwa bei Satellitenkameras
- Auslösung einer Quarzuhr durch reflektiertes Licht oder Laserimpulse
- weitere spezielle Methoden z. B. in Teilchenphysik, Chemie, Elektronik oder mit PC-Programmen.
- über ein Zielfoto oder durch Methoden der Vermessung
- digitaler oder analoger Dokumentationsdruck (siehe Stoppomat oder Stempeluhr) synchronisiert mit einem Zeitzeichensender oder Zentraluhr
- GPS-, RFID- oder NFC-getriggerte Aktuatorik/Sensorik zur Dokumentation eines Zeitsignales (siehe Strava / Endomondo)

## Genauigkeiten
Die Genauigkeiten werden durch folgende Abweichungen bestimmt.
- 5–15 Minuten bei der Sonnenuhr oder 10–30 Sekunden bei Sanduhren
- 0,05 bis 0,5 Sekunden bei manueller Stoppung (mit bzw. ohne Berücksichtigung von Reaktionszeit beziehungsweise Persönlicher Gleichung)
- 0,01 bis 0,001 Sekunden bei einfachen Koinzidenzverfahren
- Mikrosekunden bei vielen technischen Vorgängen
- bis zu Nanosekunden und darunter mit präziser Elektronik
- Femtosekunden spielen bei Laserversuchen eine Rolle
- und bei Atomuhren um bis zu 10−15 Sekunden (oder 0,0000000000001 Prozent).